# Conflans-sur-Anille
Conflans-sur-Anille is een gemeente in het Franse departement Sarthe (regio Pays de la Loire) en telt 607 inwoners (2004). De plaats maakt deel uit van het arrondissement Mamers.

## Geografie
De oppervlakte van Conflans-sur-Anille bedraagt 31,1 km², de bevolkingsdichtheid is 19,5 inwoners per km².
De onderstaande kaart toont de ligging van Conflans-sur-Anille met de belangrijkste infrastructuur en aangrenzende gemeenten.

## Demografie
Onderstaande figuur toont het verloop van het inwonertal (bron: INSEE-tellingen).